# Antidesma pahangense
Antidesma pahangense är en emblikaväxtart som beskrevs av Airy Shaw. Antidesma pahangense ingår i släktet Antidesma och familjen emblikaväxter. Inga underarter finns listade i Catalogue of Life.